# Église Sainte-Claire de Rouen
Pour les articles homonymes, voir Église Sainte-Claire.
L'église Sainte-Claire est un édifice catholique situé dans le quartier de la Grand'Mare à Rouen, rue François-Couperin, en France. 

## Histoire
Elle a été construite au début des années 1970 sur les plans des architectes Alain et Guy Robinne, associés à Herbert Baum[Qui ?].
Elle est dédiée à sainte Claire d'Assise.
Une ancienne église dédiée à la même sainte existait rue Sainte-Claire (couvent des Clarisses).

## Décoration
Il a été fait appel au maître verrier Bernard Legrand pour les vitraux.